# Sustrato (ecología)
El sustrato es la parte del biotopo donde determinados seres vivos realizan sus funciones vitales (nutrición, reproducción, relación).
Es la base, materia o sustancia que sirve de sostén a un organismo, ya sea vegetal, animal o protista, en el cual transcurre su vida; el sustrato satisface determinadas necesidades básicas de los organismos como la fijación, la nutrición, la protección, la reserva de agua, etc. El sustrato dominante en el ambiente es el suelo, en el cual se sustentan los vegetales para extender sus hojas en el aire; asimismo le suministran minerales y agua, vitales para las plantas; estos suministros inorgánicos consisten en: carbono, nitrógeno, oxígeno e hidrógeno.
Respecto a los ecosistemas acuáticos, conviene destacar que existen múltiples organismos que utilizan como sustrato una gran variedad de materiales entre los que figuran las rocas y sus derivados, de ahí que un sustrato acuático está formado de grava,arena y barro.

## En el medio aéreo
- Estrato arbóreo (árboles,plantas)
- Estrato arbustivo (arbustos)
- Estrato herbáceo (hierba)
- Estrato criptogámico
- Estrato subterráneos

Factores de estratificación:
- Según la luz:
  - Zona fótica: Con luz (máx 200 m)
  - Zona afótica: Sin luz (más de 200 m)
- Según profundidad:
  - Zona epipelágica
  - Zona pelágica
  - Zona batial
  - Zona abisal
  - Zona ultrabisal o hadal
- Según distancia de costa:
  - Zona nerítica: Cerca de la costa, pesca de bajura (mucha variedad, poca cantidad)
  - Zona oceánica: Lejos de la costa, pesca de altura (mucha cantidad, poca variedad)
- Según individuos:
  - Zona plactónica: plancton
  - Zona bentónica: bentos
  - Zona nectónica: necton

- Datos: Q6136474